# Boomstamwever
De boomstamwever (Lepthyphantes minutus) is een spinnensoort uit de familie hangmatspinnen (Linyphiidae). De soort komt voor in het Holarctisch gebied en is de typesoort van het geslacht Lepthyphantes.
De boomstamwever wordt 3 tot 4,2 mm groot. Men vindt ze onder boomschors, soms zelfs in gebouwen.